# Henry H. Neff
Henry H. Neff is een Amerikaanse auteur. Hij is geboren in 1973. En verkreeg internationale bekendheid met Het Magische Wandtapijt, een fantasyserie over de jonge magiër Max McDaniels.
Het verhaal wordt verteld in vijf opeenvolgende delen, waarvan reeds drie in het Nederlands zijn gepubliceerd: De Wolfshond van Rowan, Het Boek van Toth en Vuur & Vijand. 
Naast schrijven houdt Neff zich ook bezig met illustreren. Hij ontwierp onder andere de covers van zijn eigen boeken. Zijn boeken zijn vooral populair vanwege de slim ingewerkte geschiedenis, mythologie, folklore en sciencefiction. 
Voor hij zijn carrière als schrijver begon was Neff consultant voor McKinsey & Company en werkte hij als leraar aan de Stuart Hall High School in San Francisco. Hij studeerde af aan het New Trier High School in Winnetka, Illinois en aan de Universiteit van Cornell in Ithaca, New York.

## Boeken
- De Wolfshond van Rowan (2008)
- Het Boek van Toth (2009)
- Vuur & Vijand (2011)
- The Maelstrom (2013)
- The Red Winter (2014)[1]

- Bibliothèque nationale de France: cb165553316 (data)
- Gemeinsame Normdatei: 133990486
- International Standard Name Identifier: 0000 0001 1051 9867
- Library of Congress Control Number: n2006058488
- Nationale Bibliotheek van Tsjechië: xx0091569
- Nederlandse Thesaurus van Auteursnamen: 310293278
- Système universitaire de documentation: 200244272
- Virtual International Authority File: 33203804
- WorldCat: E39PBJg4hCdrKjHxxyTPFfFMyd